# Gundleton
Gundleton – wieś w Anglii, w hrabstwie Hampshire, w dystrykcie Winchester. Leży 19 km na wschód od miasta Winchester i 83 km na południowy zachód od Londynu. Miejscowość liczy 153 mieszkańców.